# Mormia maai
Mormia maai és una espècie d'insecte dípter pertanyent a la família dels psicòdids.

## Etimologia
El seu nom científic honora la figura de Tsing-Chao Maa, el qual va col·leccionar molts psicòdids de Borneo.

## Descripció
- Mascle: cos de color marró; front cobert uniformement de pèls, els quals són més gruixuts que els del clipi; cibari en forma de capsa i amb les vores força esclerotitzades; palps curts; escap una mica més llarg que el pedicel; tòrax sense patagi; ales esveltes, lleugerament clapades de marró, d'1,4 mm de llargada i 0,5 d'amplada, i amb la vena R5 acabant en un àpex agut; genitals amb l'edeagus força esclerotitzats.
- La femella no ha estat encara descrita.[3]

## Distribució geogràfica
Es troba a Àsia: Mindanao (les illes Filipines) i Labuan (Borneo, Malàisia).